# Philip Kaufman
Philip Kaufman (Chicago, 23 d'octubre de 1936) és un director de cinema i guionista estatunidenc.

## Biografia
Va estudiar a la Universitat de Chicago i al Col·legi d'Advocats de Harvard. Abans de decidir-se pel cinema, va exercir diversos oficis, i va tenir diverses ocupacions. Quan era molt jove va viatjar per tot Europa, i en un d'aquests viatges va conèixer Anaïs Nin, autora de The Journal of Love - The unexpurgated Diary of Anaïs Nin 1931-1932, historia que més tard filmaria. En el seu desenvolupament artístic, Kaufman va optar per la direcció cinematogràfica, però també per l'escriptura de guions.
El 1964, en col·laboració amb Benjamin Master, va escriure, produir i realitzar Goldstein, òpera primera que va merèixer el Premi de la Nouvelle Critique al Festival de Cinema de Canes.
En els anys 70 va escriure el guió i va començar a dirigir El bandoler Josey Wales (1976), però finalment va ser reemplaçat per Clint Eastwood, qui també la va protagonitzar. La invasió dels ultracossos (1978) va ser el seu primer èxit comercial. En els anys 80, amb una idea original de la seva autoria, va ser escrit el guió de A la recerca de l'arca perduda i Indiana Jones i l'última croada, films pertanyents a la saga de les aventures d'Indiana Jones, protagonitzada per Harrison Ford, i que en les mans de George Lucas i Steven Spielberg es van convertir en tot un succés cinematogràfic.
El 1988, Kaufman va dirigir La insostenible lleugeresa del ser, adaptació de la novel·la de Milan Kundera, multinominada a diversos premis, entre aquests l'Oscar. Va iniciar la dècada del 1990 amb altre gran èxit: Henry & June, nominada també a un Oscar.

## Filmografia
Les seves pel·lícules més destacades són:
| Any  | Pel·lícula                                                   | Director | Escriptor | Notes                        |
| 1964 | Goldstein                                                    | si       | si        |                              |
| 1967 | Fearless Franc                                               | si       | si        | Productor                    |
| 1972 | The Great Northfield Minnesota Raid                          | si       | si        |                              |
| 1974 | The White Dawn                                               | si       | no        |                              |
| 1976 | El bandoler Josey Wales (The Outlaw Josey Wales)             | no       | si        | coguionista                  |
| 1978 | La invasió dels ultracossos (Invasion of the Body Snatchers) | si       | no        |                              |
| 1979 | 'Thel Wanderers                                              | si       | si        | coguionista amb Rose Kaufman |
| 1981 | A la recerca de l'arca perduda (Raiders of the Lost Ark)     | no       | si        | Només història               |
| 1983 | Escollits per a la glòria (The Right Stuff)                  | si       | si        |                              |
| 1988 | The Unbearable Lightness of Being                            | si       | si        |                              |
| 1990 | Henry and June                                               | si       | si        | coguionista amb Rose Kaufman |
| 1993 | Sol naixent (Rising Sun)                                     | si       | si        | coguionista                  |
| 2000 | Quills                                                       | si       | no        |                              |
| 2004 | Tomb inesperat (Twisted)                                     | si       | no        |                              |
| 2012 | Hemingway & Gellhorn                                         | si       | no        |                              |